# Barochov
Barochov (Duits: Barochow of Baruchshof) is een Tsjechische plaats in de gemeente Řehenice, regio Midden-Bohemen, en maakt deel uit van het district Benešov. Het dorp ligt op 2 kilometer afstand van Řehenice.
Barochov telt 88 inwoners (2021).

## Geografie
Barochov ligt dicht bij de rivier de Sázava.

## Geschiedenis
De eerste schriftelijke vermelding van het dorp dateert van 1417.
Sinds 1 januari 2007 is Barochov ondergebracht bij het district Benešov. Voor die tijd was het dorp ingedeeld bij het district Praha-východ.

## Verkeer en vervoer

### Autowegen
Er leidt een regionale weg naar het dorp.

### Spoorlijnen
Er is geen station in Barochov. Het dichtstbijzijnde station is in Pyšely, op zo'n zeven kilometer afstand. Dat station ligt aan de spoorlijn van Praag naar Benešov.

### Buslijnen
Er is geen bushalte in het dorp. De dichtstbijzijnde bushalte is in Křiváček, op zo'n anderhalve kilometer afstand:
| Halte              | Lijn(en) | Traject(en)                 | Vervoerder(s) |
| ------------------ | -------- | --------------------------- | ------------- |
| Řehenice, Křiváček | 337      | Praag-Budějovická - Benešov | Arriva City   |

## Voorzieningen
Er is een restaurant genaamd Salon in Barochov.

## Galerij

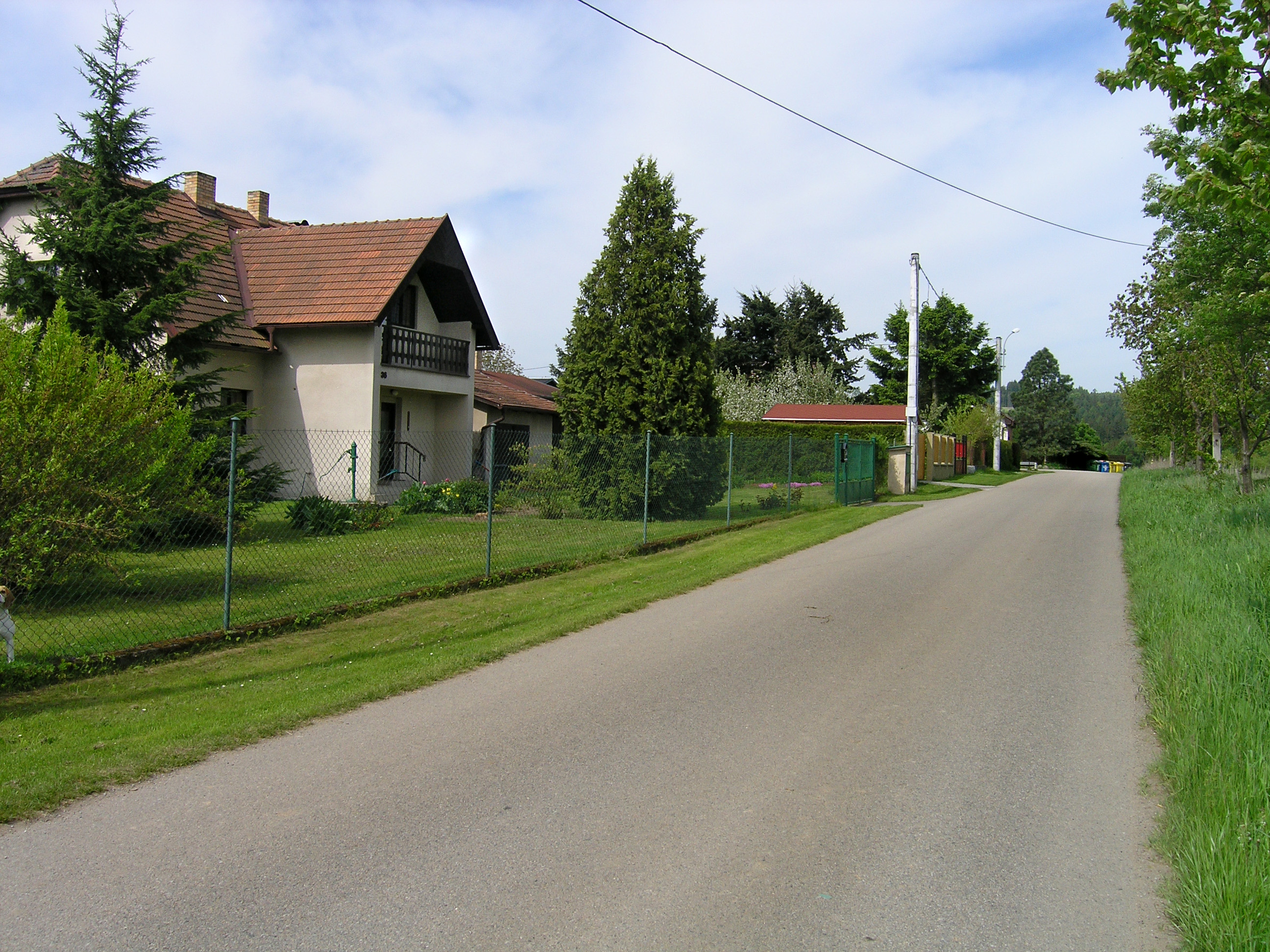
Huizen aan de oostkant (2013)
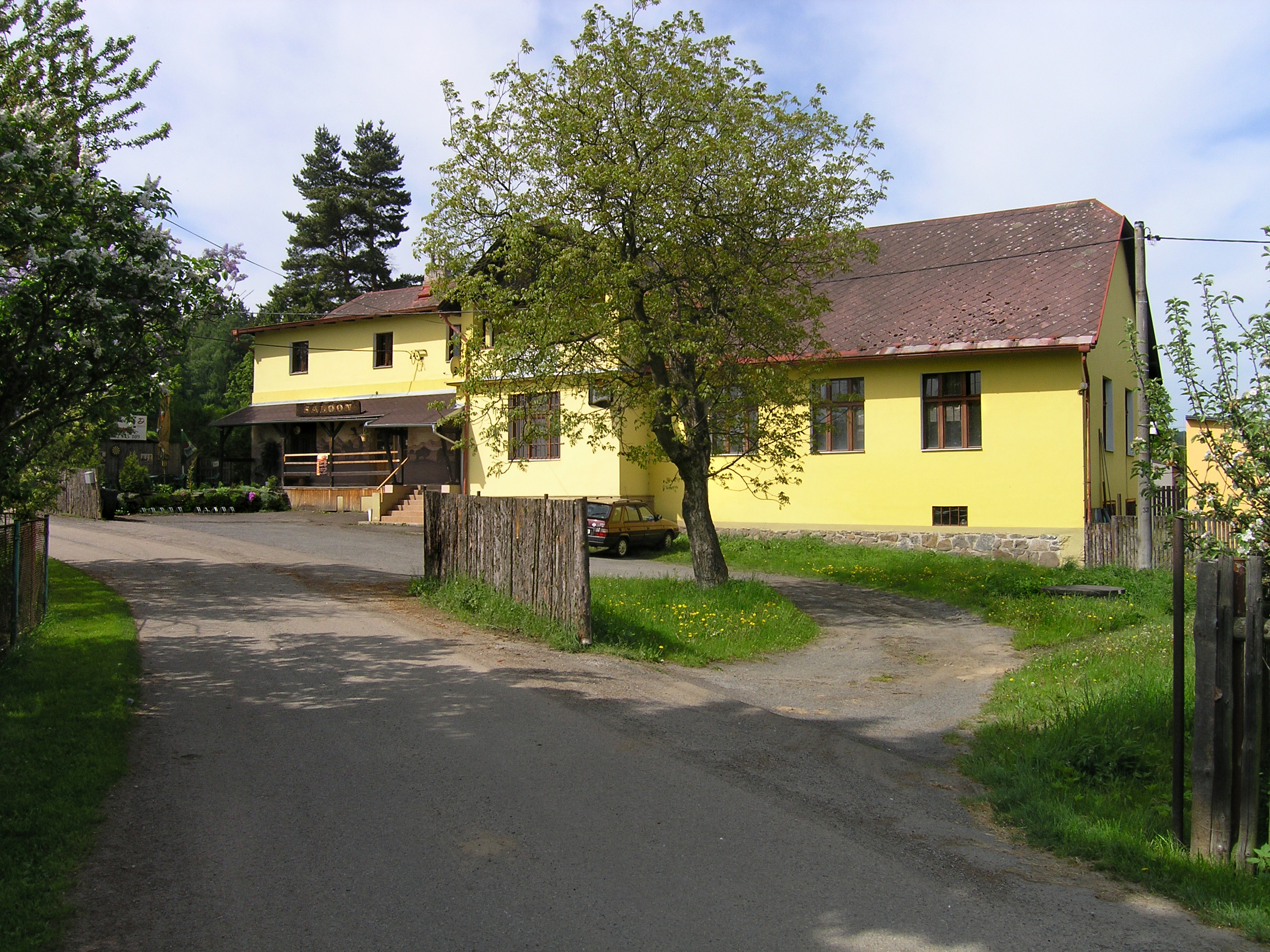
Restaurant Salon (2013)